# Enrico Marchesano
Enrico Marchesano (Palermo, 23 maggio 1894 – Padova, 21 agosto 1967) è stato un dirigente d'azienda italiano.

## Biografia
Figlio di Giuseppe Marchesano e di Bianca Fileti, era terzogenito di nove fratelli. Il padre, avvocato palermitano consulente di importanti aziende, era consuocero di Vittorio Emanuele Orlando mentre il fratello Vincenzo, primogenito, sposò la figlia di Alberto Beneduce Anna.
Si laureò in giurisprudenza a Roma nel 1916 e fu assunto in Banca Commerciale Italiana (Comit) nel 1919 da Jósef Leopold Toeplitz che, dopo un periodo di istruzione, nel 1924 lo inserì nella sua segreteria particolare, il maggior centro di potere decisionale della banca. Nel 1925 fu inviato a Sofia a dirigere la banca affiliata bulgara e nel 1927 a Bucarest a dirigere la banca affiliata romena.
Nel 1930 tornò in Italia per diventare amministratore delegato della Banca Commerciale Triestina (BCT) che era stata appena acquistata dalla Comit per occuparsi della grave crisi delle industrie di questa città. Nel 1933 divenne direttore centrale della Comit con l’incarico di dirigere il Servizio organizzazione Italia ma nel 1934, per contrasti con il nuovo amministratore della Comit Raffaele Mattioli, si dimise per essere assunto nella Riunione Adriatica di Sicurtà dal Presidente Arnoldo Frigessi di Rattalma, dove divenne nel 1935 direttore generale e amministratore delegato della direzione per l’Italia dopo un periodo di apprendistato all’estero.
Marchesano sviluppò il ramo Vita e le attività all’estero che però divennero problematiche per il peggioramento della situazione internazionale e le occupazioni naziste. Con le leggi razziali Frigessi, di origine ebraica, dovette lasciare molte cariche nei consigli delle società affiliate all’estero a Marchesano, pur rimanendo amministratore delegato e direttore generale.
Dopo l’8 settembre Marchesano gestì la RAS al nord e Frigessi al Centrosud da Roma dove si era rifugiato. Nel 1946 Frigessi tornò ad occuparsi dell’intera compagnia dopo alcune difficoltà con il governo militare alleato e Marchesano riorganizzò le affiliate all’estero rafforzando l’area anglosassone e francese in seguito alla perdita di quelle dei paesi occupati dai sovietici.
Nel febbraio 1948 Marchesano abbandonò tutte le cariche in Ras tranne quella di consigliere in seguito alla sua nomina da parte del governo di Alcide de Gasperi su proposta di Cesare Merzagora a presidente dell’IRI per due anni, senza emolumenti per sua volontà. Durante la sua presidenza fu creata la Finmeccanica e varato il “Piano Sinigaglia" che prevedeva la realizzazione del ciclo integrale per la produzione dell’acciaio. Il suo incarico non fu rinnovato alla scadenza ma solo prorogato fino al marzo 1950. La morte improvvisa di Frigessi l’8 aprile 1950 lo convinse ad accettare la nomina a Presidente della RAS e dell’affiliata Assicuratrice Italiana.
Marchesano promosse l'ingresso nella compagnia di Carlo Pesenti, proprietario della Italcementi, che concentrò le quote da lui raccolte da vecchi azionisti nella Italmobiliare, la sua finanziaria. La direzione generale della Compagnia, affidata da Frigessi nel 1949 a Piero Sacerdoti, non cambiò. La RAS proseguì sotto la sua guida la sua espansione all’estero, soprattutto nel continente americano, e introdusse nuovi prodotti all’avanguardia.
Marchesano rimase alla presidenza della compagnia fino al 1965, quando fu sostituito da Massimo Spada, uomo di fiducia di Pesenti, rimanendo solo presidente onorario della RAS e della Assicuratrice Italiana.
Marchesano fu presidente dell'Associazione italiana per le società per azioni (Assonime) dal 1952 al 1957, della Banca Unione dal 1957, presidente della Camera di commercio italiana per l'estero dal secondo dopoguerra, consigliere dell'Agip e della Meridionale di elettricità.
Marchesano morì dopo breve malattia a Padova il 21 agosto 1967 e fu sepolto nel cimitero di Sorengo, presso Lugano, dove si era trasferito negli ultimi anni. Era sposato con Eugenia Questa da cui non ebbe figli.

## Opere
- Le assicurazioni private nel quadro economico attuale, in Il Risparmio, 1954, luglio, pp. 1118-1140;
- Presentazione, in L. Sanzin, ‘’Arnoldo Frigessi di Rattalma’’, Trieste 1955, pp. 7-9; ‘’Discorso tenuto il giorno 9 luglio 1957 all'Assemblea generale dell'Associazione fra le società italiane per azioni’’, Roma 1957;